# Municipio de Ordway
El municipio de Ordway (en inglés: Ordway Township) es un municipio ubicado en el condado de Brown en el estado estadounidense de Dakota del Sur. En el año 2010 tenía una población de 300 habitantes y una densidad poblacional de 2,8 personas por km².

## Geografía
El municipio de Ordway se encuentra ubicado en las coordenadas 45°33′14″N 98°24′46″O / 45.55389, -98.41278. Según la Oficina del Censo de los Estados Unidos, el municipio tiene una superficie total de 107.13 km², de la cual 107,13 km² corresponden a tierra firme y (0 %) 0 km² es agua.

## Demografía
Según el censo de 2010, había 300 personas residiendo en el municipio de Ordway. La densidad de población era de 2,8 hab./km². De los 300 habitantes, el municipio de Ordway estaba compuesto por el 96,33 % blancos, el 3 % eran amerindios y el 0,67 % eran de una mezcla de razas. Del total de la población el 0,33 % eran hispanos o latinos de cualquier raza.